# 堀義貴 (外交官)
堀 義貴（ほり よしあつ、1885年（明治18年）2月5日 - 没年不詳）は、日本の外交官。駐メキシコ公使兼初代駐エルサルバドル公使、初代駐グアテマラ公使、初代駐ホンジュラス公使、初代駐ニカラグア公使、初代駐コスタリカ公使。

## 経歴
鹿児島県に吉利靖の三男として生まれ、堀千夫の養子となった。1905年（明治38年）、東京高等商業学校（現在の一橋大学）専攻科を卒業し、外交官及領事官試験に合格した。領事官補、シンガポール領事、外務事務官・書記官、外務大臣秘書官、内閣総理大臣秘書官、中華民国公使館一等書記官、浦塩派遣軍政務部長、ロンドン総領事、中華民国大使館参事官、イギリス大使館参事官を歴任。
1931年（昭和6年）、駐メキシコ公使に就任。日本とラテンアメリカ諸国との交流が深まったことから、1935年からはエルサルバドル・グアテマラ・ホンジュラス・ニカラグア・コスタリカ5カ国の初代公使も兼ねた。
1936年（昭和11年）に退官した後は、同盟通信社常務理事を務めた。

## 栄典
勲章
- 1935年（昭和10年）2月8日  - 勲二等瑞宝章[4]